# 1107
Évszázadok: 11. század – 12. század – 13. század
Évtizedek: 1050-es évek – 1060-as évek – 1070-es évek – 1080-as évek – 1090-es évek – 1100-as évek – 1110-es évek – 1120-as évek – 1130-as évek – 1140-es évek – 1150-es évek
Évek: 1102 – 1103 – 1104 – 1105 –  1106 – 1107 – 1108 – 1109 – 1110 – 1111 – 1112

## Események
- Könyves Kálmán király feleségül veszi Eufémiát, a szuzdali nagyfejedelem lányát, ezzel Álmos herceg orosz kapcsolatait akarja ellensúlyozni. Még ebben az évben kibékül Álmos herceggel.
- Könyves Kálmán megszünteti a dukátus intézményét.
- Toba japán császár trónra lépése.
- I. Sándor skót király trónra lépése (1124-ig uralkodik).
- A westminsteri konkordátummal II. Paszkál pápa, valamint az angol és a francia király megegyeznek a püspökök beiktatását illetően.[1]

## Születések
- II. Henrik osztrák herceg, rajnai palotagróf és bajor herceg († 1176)
- I. Magnus svéd király († 1134)

## Halálozások
- január 8. – Edgar skót király (* 1074 körül)
- Horikava japán császár
- I. Kilidzs Arszlán rúmi szultán[2]